# Bet-Israel-Synagoge

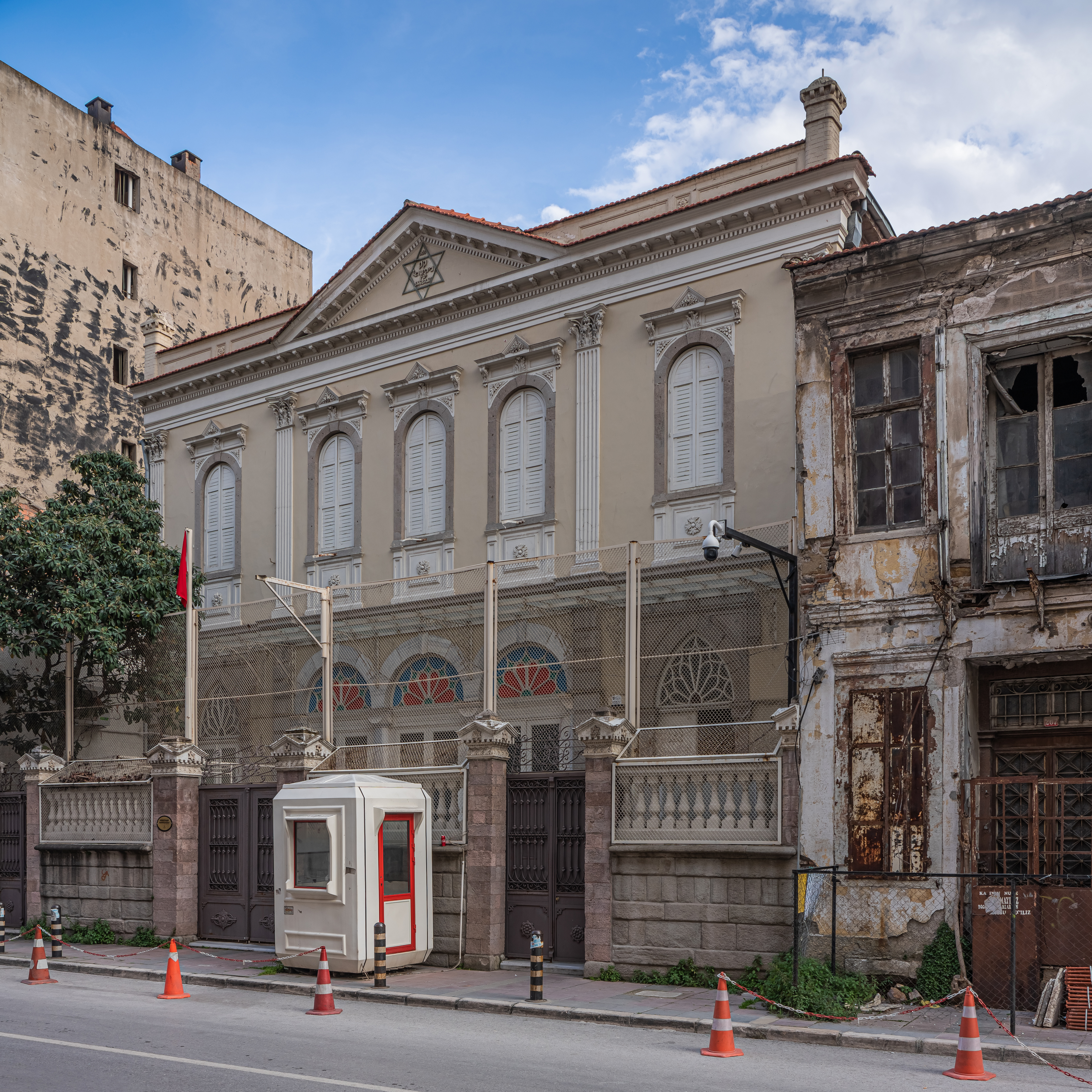
Beth-Israel-Synagoge

Die Beth-Israel-Synagoge (türkisch Bet İsrail Sinagogu) ist eine sephardisch-orthodoxe Synagoge im Stadtteil Karataş der türkischen Stadt Izmir.
Sie befindet sich unter dem Tarihi Asansör an der Mithatpaşa-Straße und wurde 1907 eröffnet.
Die Beth-Israel-Synagoge wurde durch ein Ferman des Gouverneurs von Izmir an den Sadrazam Mehmed Kâmil Pascha unter Sultan Abdülhamid II. als Gebetsstätte für Juden errichtet. Sie ist seither das größte Gotteshaus für die Juden Izmirs. In den 1950er Jahren wurde die Synagoge renoviert. 2007 wurde das 100. Jubiläum der Synagoge gefeiert.